# Mette Lange-Nielsen

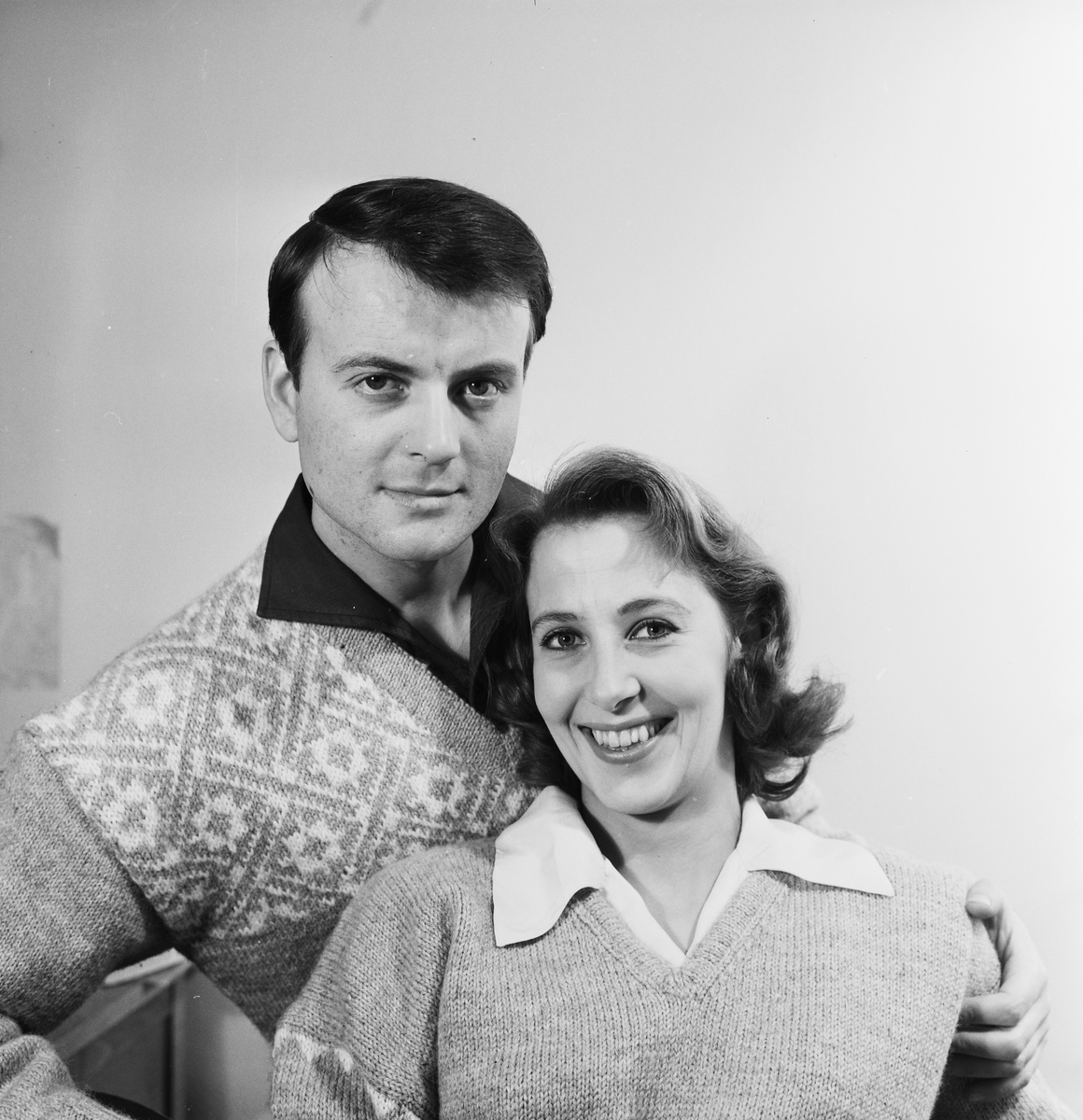
Mette Lange-Nielsen med maken Per Lillo-Stenberg, 1958.

Mette Lange-Nielsen, född 30 april 1929 i Oslo, död 29 maj 1981, var en norsk skådespelare, kostymör och sminkör. Hon var gift med skådespelaren Per Lillo-Stenberg (1928–2014) och mor till musikern Lars Lillo-Stenberg.

## Filmografi
Enligt Internet Movie Database:
Roller
- 1951 – Dei svarte hestane
- 1956 – Kvinnens plass
- 1956 – Roser til Monica
- 1959 – Hete septemberdager
- 1959 – Støv på hjernen
- 1960 – Venner
- 1961 – Bussen
- 1963 – Om Tilla
- 1966 – Broder Gabrielsen
- 1967 – Musikanter
- 1969 – Tipp topp. Husmorfilmen 1969
- 1972 – Ture Sventon, Privatdetektiv
- 1973 – Jentespranget
- 1975 – Min Marion
- 1981 – Liten Ida

Sminkör
- 1976 – Den sommeren jeg fylte 15

Kostymör
- 1966 – Hurra for Andersens